# 蛍/少年
『蛍／少年』（ほたる／しょうねん）は、福山雅治26枚目のシングル。2010年8月11日発売。制作はユニバーサルJ、発売・販売元はユニバーサルミュージック。   

## 解説
前作「はつ恋」からおよそ8ヶ月ぶりとなるシングル。収録曲すべてにタイアップがついている。   
発売タイプは、初回限定　32Pスペシャルフォトブックレット+ ボーナスディスクCD 「蛍 -piano ver.-」&「蛍 -piano ver.- (Original Karaoke) 」+ 「蛍 -piano ver.-」 着うた ダウンロード 付 盤、初回限定　Music Clip 「蛍」収録 DVD付 盤、通常盤の3タイプが発売された。
ジャケット写真は、NHK大河ドラマ『龍馬伝』長崎ロケの際に福山の好きな場所を巡って撮影したものを使用している。元々ジャケット用の写真ではなかったためノーメイクであるが、口元のヒゲ部分は修正してある。ジャケット写真候補にはスタジオで撮影したものもあったが、こちらのほうがしっくりくるということで採用した。タイトルは福山本人の直筆でデザインは箭内道彦が手掛けた。

## 収録曲
1. 蛍
（作詞・作曲：福山雅治 / 編曲：福山雅治、井上鑑）
日本テレビ系土曜ドラマ『美丘-君がいた日々-』主題歌。
新曲であるが、メロディーは2003年に放送された日本テレビ系ドラマ『天国のダイスケへ〜箱根駅伝が結んだ絆〜』でインストゥルメンタルとして使用されていた。このメロディーは2000年初頭にロサンゼルスで曲作りをしていた際に、「桜坂」「Gang★」「友よ」とともに制作したもので、バックトラックについては2006年からずっと作り続けていたという（キーやアレンジの方向性を変えていた）。福山自身メロディーに愛着はあるが、歌詞がなかなか書けなかったため発表できずにいたという。今回タイアップの話を受けて小説『美丘』を読み、ようやく歌詞が書けたという。
イントロ部分のギターは、ザ・ビートルズの「ブラックバード」のスリーフィンガー奏法をアレンジしていって作られたもの。
ライブでは福山自身がギターソロを披露する。
2. 少年
（作詞・作曲：福山雅治 / 編曲：福山雅治、井上鑑）
東芝液晶テレビ「REGZA」CMソング。
メロディーはそれまでに制作していたものを基に構成し、歌詞はタイアップの依頼があってから書かれた。タイアップ先の東芝「REGZA」のCMコンセプトである“GREAT JOURNEY”の“JOURNEY=旅”から、「少年は旅に出て大人になった。大人は旅に出て少年になった」というある映画のキャッチコピーを思い出し、そこから構想を広げていったため「少年」というタイトルになった。福山本人曰く「40代のしみったれた感じが滲み出た曲」だという。
使用ギターはギブソン・J-50 '59。
2010年6月30日から着うたフルの配信が開始していたが、CD音源とはミックスが異なっている。
プロ野球選手の黒田博樹が2014年末にMLB残留か古巣広島東洋カープに戻るかで答えを探していた時、広島滞在中に福山のコンサートで聴いた「少年」が心に響いたとラジオ番組で話している[9]。
3. Revolution//Evolution
（作曲：福山雅治 / 編曲：福山雅治、井上鑑）
アサヒ「スーパードライ」CMソング。
タイアップ先の依頼によりインストゥルメンタルとして制作していたが、後半部分に掛け声のような歌詞が欲しいと思いシャウト系の歌詞が追加された（歌詞カードには掲載されていない）。
最初にAメロが浮かび、そのあとはスラスラと出来ていったため1日でメロディーが作られ、プリプロダクションも1～2日で出来たという。CMが放映開始された2010年3月時点ですでにフルコーラスが完成していた。
4. 蛍 (Original Karaoke)
5. 少年 (Original Karaoke)

### Bonus CD（初回限定　32Pスペシャルフォトブックレット+ ボーナスディスクCD 「蛍 -piano ver.-」&「蛍 -piano ver.- (Original Karaoke) 」+ 「蛍 -piano ver.-」 着うた ダウンロード 付 盤）
1. 蛍 -piano ver.-
（作詞・作曲：福山雅治 / 編曲：福山雅治、井上鑑）
ドラマ側からの依頼があって制作された「蛍」のピアノ・バージョン。ボーカルやストリングスはオリジナルの「蛍」と同じ音源であるが、ストリングスのトラックにクリック（タイミング信号）の音が入り込んでおり、その音をひとつひとつ消していくのに苦労したという。
2. 蛍 -piano ver.- (Original Karaoke)

### DVD（初回限定　Music Clip 「蛍」収録 DVD付 盤）
1. 蛍 (Music Clip)
監督は箭内道彦。ドラマ『美丘-君がいた日々-』主演の吉高由里子が出演している。吉高の出演シーンは箱根などでロケが行われ、8ミリフィルム（シングル8）で撮影されている。8ミリフィルムでの撮影にあたっては、墨田区のレトロエンタープライズが、機材レンタル・フィルム供給・フィルム現像・テレシネ（8ミリフィルムのデジタル化）を担当した。使用した機材はフジカシングル－8カメラ「ZC-1000」、レンズはフジノン10－100mm F1.8 ならびに、フジノン5.5mm F1.8、使用フィルムはフジクロームR25Nならびに同RT200Nが使用された。

## ミュージシャン
| 蛍 - Vocal & Guitar:FUKUYAMA MASAHARU - Keyboards:INOUE AKIRA - Drums:YAMAKI HIDEO - Bass:TAKAMIZU KENJI - Violin:KANEKO ASKA - Cello:FURUKAWA NOBUO 少年 - Vocal & Guitar:FUKUYAMA MASAHARU - Keyboards:INOUE AKIRA - Drums:YAMAKI HIDEO - Bass:MIKUZUKI CHIHARU - Guitar:OGURA HIROKAZU - Strings:KINBARA CHIEKO Strings - Trumpet:NISHIMURA KOJI - Trombone:MURATA YOICHI - Tenor Saxophone & Flute:YAMAMOTO TAKUO - Timpani:TAKADA MIDORI - Chorus:SASAKI KUMI / TIGER / TAKAO NAOKI / FUCHIGAMI YOSHITO / Can'no / YUCCO / ADYA / NAKA MAKIKO / Lumi / NAGAO MIRAI / cAnON. / INOUE YUMIKO / RIA | Revolution//Evolution - Vocal & Guitar:FUKUYAMA MASAHARU - Keyboards:INOUE AKIRA - Drums:YAMAKI HIDEO - Bass:MIKUZUKI CHIHARU - Guitar:KON TSUYOSHI / OGURA HIROKAZU - Trumpet:NISHIMURA KOJI - Trombone:MURATA YOICHI - Tenor Saxophone & Baritone Saxophone & Flute:YAMAMOTO TAKUO - Percussion:MATARO 蛍 -piano ver.- - Vocal:FUKUYAMA MASAHARU - Keyboards:INOUE AKIRA - Violin:KANEKO ASKA - Cello:FURUKAWA NOBUO |